# 南京黑螯蝦
南京黑鳌虾（学名：Cambaroides schrenckii）是擬螯蝦屬下的一種螯蝦，原產於中国东北部和俄罗斯。它主要生活在深度不超过一米淡水中，但也能适应咸水。